# Варгуно 2-е
Варгуно 2-е — озеро на территории Пенингского сельского поселения Муезерского района Республики Карелия.

## Общие сведения
Площадь озера — 0,6 км², площадь бассейна — 8,9 км². Располагается на высоте 257,2 метров над уровнем моря.
Форма озера лопастная, продолговатая, вытянуто с запада на восток. Берега озера каменисто-песчаные, изрезанные.
С северо-западной стороны в озеро втекает безымянный ручей, берущий начало из озера Варгуно 1-е.
С юго-западной стороны озера вытекает река Варгуно, протекающая озеро Верхнее и впадающая в Салмиозеро.
Населённые пункты возле озера отсутствуют.
Код водного объекта в государственном водном реестре — 01050000111102000010922.